# Mammootty
Muhammad Kutty Paniparambil Ismail (Kerala, 7 de septiembre de 1951) más conocido como Mammootty es un actor y cineasta indio, activo principalmente en el ambiente del cine malabar. En una carrera de cuatro décadas, ha aparecido en aproximadamente 400 películas en idiomas malabar, tamil, telugu, canarés, hindi e inglés.

## Primeros años
Mammootty nació el 7 de septiembre de 1951 en Chandiroor, Travancore-Cochin (hoy Kerala), en el seno de una familia musulmana de clase media. Su padre, Ismail, era un granjero y su madre, Fátima, un ama de casa.
Mammootty estudió en la Escuela Kulasekharamangalam su educación básica primaria. En la década de 1960, su padre se mudó con su familia a Ernakulam, donde ingresó en la Escuela Ernakulam. Realizó sus estudios preuniversitarios en el Instituto Sagrado Corazón de Thevara. Obtuvo un título en leyes en la Escuela de Leyes de Ernakulam. Mammootty ejerció su profesión durante algunos años en la localidad de Manjeri, antes de dedicarse a la actuación.
Mammootty se casó con Sulfath en 1979 y tiene una hija (Surumi, 1982) y un hijo (Dulquer Salmaan, 1986). Su hermano menor, Ibrahimkutty, es un actor de cine y televisión, al igual que su sobrino, Maqbool Salmaan.

## Carrera

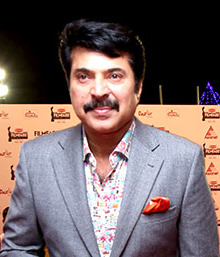
Mammootty en los Premios Filmfare de 2015.

Mammootty inicialmente usó el nombre Sajin en sus primeras películas. Después de establecerse como actor protagónico en la década de 1980, logró el reconocimiento en su país con el éxito comercial de 1987 New Delhi. Ha ganado el premio a mejor actor en tres ocasiones en los National Film Awards, en siete ocasiones en los Kerala State Film Awards y trece veces en los Filmfare Awards South. En 1998, el Gobierno de la India le otorgó el reconocimiento Padma Shri por sus contribuciones a las artes del país asiático. También recibió un Doctorado Honorario de parte de la Universidad de Kerala en enero de 2010 y de la Universidad de Calcuta en diciembre del mismo año.
Igualmente ha participado en producciones en múltiples lenguas de la India. Ingresó al cine tamil con Mounam Sammadham (1990), en la industria telugu con Swati Kiranam (1992) y en Bollywood con Triyathri y Dhartiputra (1993). Debutó en el cine canarés con la película Shikari (2012). También actuó en la película india en idioma inglés Dr. Babasaheb Ambedkar (2000).

## Otros proyectos
Mammootty es el presidente de la compañía Malayalam Communications, que maneja los canales de televisión Kairali TV, People TV y WE TV. Es embajador de buena voluntad del Proyecto Akshaya, el primer proyecto de alfabetización informática a nivel distrital en la India. Es representante además de la Pain and Palliative Care Society, una organización benéfica con sede en Kerala formado con el objetivo de mejorar la calidad de vida de los pacientes con cáncer avanzado.